# Rohovládova Bělá
Rohovládova Bělá település Csehországban, a Pardubicei járásban. Rohovládova Bělá Bukovka, Kasalice, Voleč, Vlčí Habřina és Vyšehněvice településekkel határos. Lakosainak száma 642 fő (2024. január 1.).

## Népesség
A település lakosságának változását az alábbi diagram mutatja:
| Lakosok száma | 452  | 457  | 490  | 483  | 403  | 534  | 589  | 607  | 592  | 642  |
|               | 1869 | 1900 | 1921 | 1961 | 1980 | 2011 | 2016 | 2019 | 2021 | 2024 |